# Битва при Кингхорне
Битва при Кингхорне (англ. Battle of Kinghorn) — первое сражение Второй войны за независимость Шотландии, состоявшееся между армией сторонников короля Шотландии Давида II Брюса численностью около 4 тысяч человек, которых возглавляли Доннхад IV, граф Файф и Роберт Брюс, лорд Лиддесдейл, и вторгшейся из Англии армии Эдуарда Баллиола численностью 1500 человек, который при поддержке североанглийской знати, лишившейся владений в Шотландии в результате Первой войны за независимость, пытался завоевать шотландский трон. Битва состоялась 6 августа 1332 года около Вестер-Кингхорна (современный Бернтайленд) и закончилась разгромом сторонников Давида II.

## Предпосылки
После смерти в 1290 году королевы Шотландии Маргариты Норвежской Девы угасла Данкельдская династия, в результате чего началась так называемая «Великая тяжба», когда на шотландский престол предъявили права 14 претендентов. В качестве арбитра для разрешения спора за шотландскую корону претенденты обратились к королю Англии Эдуарду I, который признал шотландский престол за Иоанном Баллиолом, воспользовавшись такой ситуацией для установления контроля над Шотландией, вынудив при этом нового короля принести вассальную присягу.
Вскоре новый шотландский король попытался освободиться от зависимости, что дало Эдуарду I повод в 1296 году вторгнуться в Шотландию. Баллиол попал в плен, а английский король провозгласил, что Шотландия теперь становится частью его королевства. Шотландцы отказались признавать королём Эдуарда, что привело к затяжным войнам за независимость Шотландии, продолжавшимся с 1296 по 1357 годы.
Первая война за независимость привела в 1306 году к коронации шотландской короной Роберта I Брюса. В дальнейшем ему удалось отстоять независимость Шотландии, чему способствовала смерть короля Эдуарда I в 1307 году и беспорядки, которые начались при его преемнике. Поворотным моментом стал разгром в 1314 году английской армии Эдуарда II в битве при Бэннокбёрне. В 1320 году в Шотландии была принята Арбротская декларация, провозгласившая независимость Шотландии от Англии. В 1327 году английский король Эдуард II был свергнут, а в 1328 году управлявшие от имени Эдуарда III королева Изабелла и Роджер Мортимер были вынуждены подписать с Робертом I Нортгемптонский (Эдинбургский) договор, признав независимость Шотландии.
Условия Нортгемптонского мира не устраивали Эдуарда III. Хотя внешне он не показывал, что не собирается их соблюдать, он не мог пренебречь требованиями, которые высказывала северная знать, которых в то время называли «лишёнными наследства». В их числе были как английские аристократы, которые в результате победы Брюса лишились владений в Шотландии, так и бежавшие из Шотландии сторонники бывшего короля Иоанна Баллиола и Джона Комина, убитого в 1306 году по приказу Роберта I. При английском дворе получил убежище и Эдуард Баллиол, сын короля Иоанна, который предъявил претензии на шотландскую корону.
В 1329 году умер король Роберт I, годом спустя — его соратник, Уильям Дуглас. Так как наследник Брюса, Давид II, был ещё мал, хранителем (регентом) Шотландии стал Томас Рэндольф, 1-й граф Морей, игнорировавший требования Эдуарда III вернуть «лишённым наследства» их владения, розданные сторонникам Роберта I. В результате Эдуард Баллиол со своими сторонниками летом 1332 года начал готовиться к вторжению в Шотландию.

## Битва
На 31 июля небольшая армия Эдуарда Баллиола, в числе которой были Гилберт де Умфравиль, титулярный граф Ангус, Дэвид Стратбоги, титулярный граф Атолл, вторглась в Шотландию. Командующим «лишёнными наследства» был Генри де Бомонт, 1-й барон Бомонт, претендовавший на титул графа Бьюкена.
Силы Баллиола были невелики и составляли всего 1500 человек: 500 рыцарей и 1000 пехотинцев (в основном, лучников). Баллиол ожидал, что после начала вторжения к нему присоединятся шотландцы.
Незадолго до начала вторжения умер регент Шотландии. Новым хранителем был избран Домнал, граф Мар. Он был опытным военачальником и близким родственником шотландского короля. Для противодействия вторжению он разделил армию на 2 части. Сам он возглавил часть, которая находилась к северу от залива Ферт-оф-Форт, другой частью, к югу от залива, командовал Патрик, граф Марч. Надеясь на то, что граф Мар перейдёт на его сторону, поскольку тот ранее вёл с ним переписку, Баллиол 6 августа высадился в северной части залива — около Вестер-Кингхорна (современный Бернтайленд).
Во время высадки армия Баллиола столкнулась с большой шотландской армией, которой командовали Доннхад, граф Файф и Роберт Брюс, лорд Лиддесдейл (незаконнорожденный сын короля Роберта I). Английские хроники указывают различную численность этой армии — от 4 до 24 тысяч. Шотландские источники полагают, что их численность была гораздо меньше. Историк Клиффорд Роджерс полагает, что вероятнее всего наиболее точным является сообщение о 4-х тысячах. Шотландцы атаковали англичан, но после тяжелого штурма под стрельбой лучников и под ударами поддерживающей их пехоты, после чего Баллиол и Бомонт смогли сойти на берег.

## Потери сторон
Шотландские источники того времени считают потери графа Мара незначительными; английские хроники указывают разное количество погибших: 90, 900 или 1000 шотландцев. Одна из хроник сообщает, что граф Файф «полон стыда» из-за поражения от такой небольшой армии. О потерях армии Баллиола данные отсутствуют. После поражения шотландцев граф Мар отвёл свою армию в Перт, соединив её с выжившими в битве при Кингхорне, послав при этом общий призыв о подкреплении. Воодушевлённые победой, Баллиол и Бомонт двинулись в Данфермлин, где обеспечили себя продовольствием и разграбили арсенал, после чего направились к Перту.

## Последствия
Через несколько дней, 11 августа, шотландская армия, которую возглавляли регент Шотландии Домналл, 8-й граф Мар и Роберт Брюс, была разбита в битве при Дапплин-Муре недалеко от Перта. Баллиол, победивший противника в открытом бою, к тому моменту укрепился в городе. Нападать на него в этой ситуации было неразумно. Кроме того, Баллиол захватил в Перте большие запасы продовольствия, а корабли, высадившие его, нанесли поражение шотландскому флоту, что позволило доставить в город подкрепления и дополнительное продовольствие. Вскоре шотландская армия графа Марча, разграбив окружающую сельскую местность, исчерпала запасы продовольствия.
24 сентября Баллиол был коронован в Скуне — традиционном месте коронации шотландских королей. Однако коронация выглядела достаточно зловещей — во время пира все сидели за столами в полном вооружении. Вскоре Баллиолу пришлось перебраться в Роксбург, расположенный ближе англо-шотландской границе. Он тайно сообщил Эдуарду III, что признаёт его своим сюзереном, пообещав ему поместья с ежегодным суммарным доходом в 20 тысяч фунтов, а также город, замок и графство Берик. Однако поддержка от английского короля была ограниченной и окончательно прекратилась в течение шести месяцев. 16 декабря Баллиол попал в засаду сторонников Давида II около Аннана и переодетым бежал на лошади без седла в Англию, к Эдуарду III за помощью. В итоге весной 1333 года английский король отказался от нейтралитета, официально признал Баллиола королём Шотландии и вторгся в королевство. После победы в битве при Халидон-Хилле тот был вновь восстановлен на шотландском троне. В 1334 году Баллиола свергли с престола, в 1335 году вновь восстановили, но в 1336 году он был окончательно изгнан из Шотландии сторонниками Давида II. Несмотря на это вторая война за независимость Шотландии, которая началась с поражения шотландцев в битвах при Кингхорне и Дапплин-Муре, продолжалась до 1357 года.